# Balingsholmsån

Balingsholmsån (även kallad Trehörningsån) är ett vattendrag i Huddinge kommun som förbinder sjöarna Trehörningen och Ågestasjön. Ån är 2,7 km lång och har en fallhöjd på 1,5 meter. Den har fått sitt namn av att den börjar vid Balingsholms gård vid Trehörningen. Ån rinner genom en uppodlad dalgång med tät barrskog på båda sidor. Vid mynningsområdet i Ågestasjön finns ett fågelskyddsområde.

## Bilder

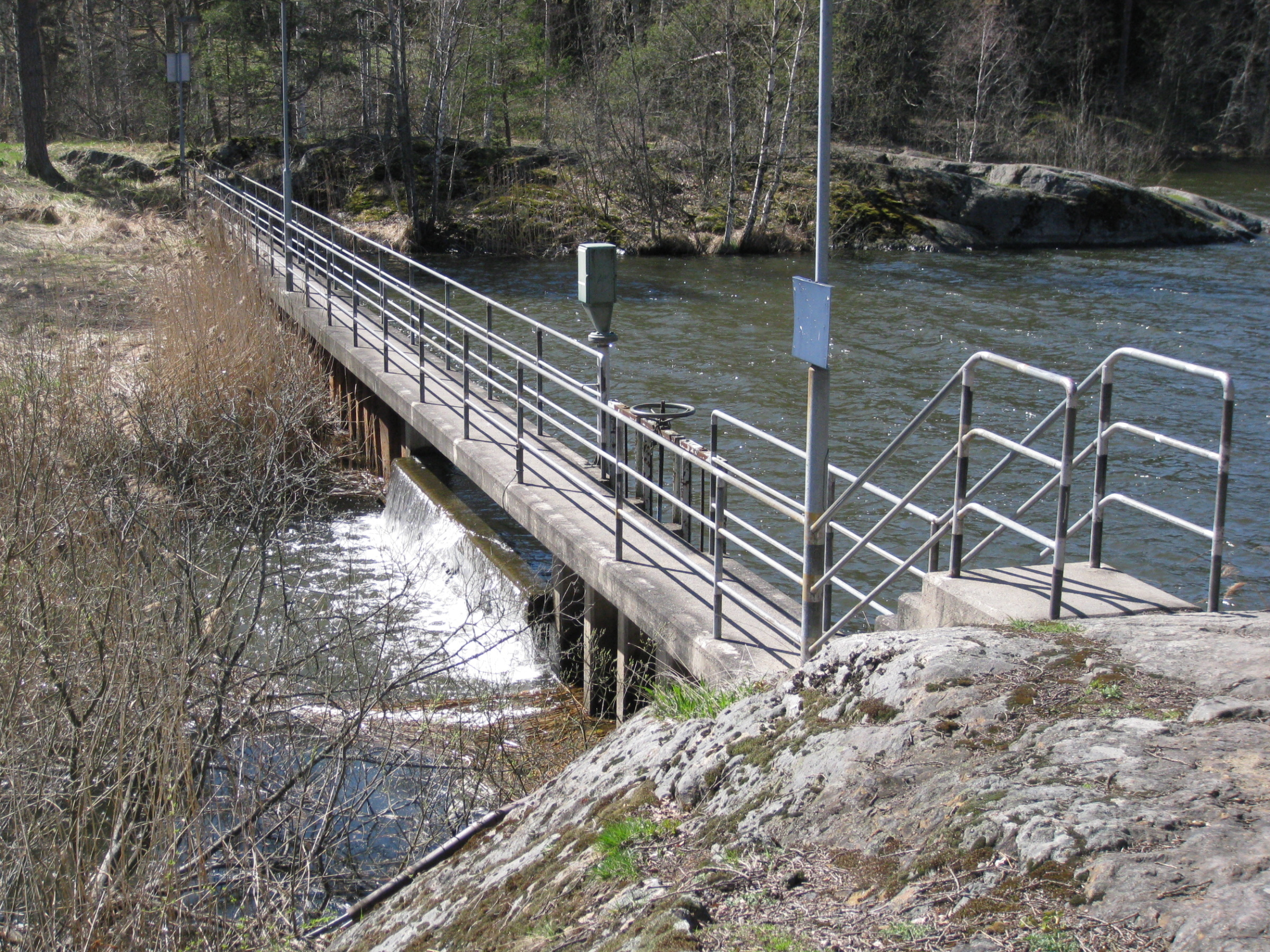
Utloppet från sjön Trehörningen.
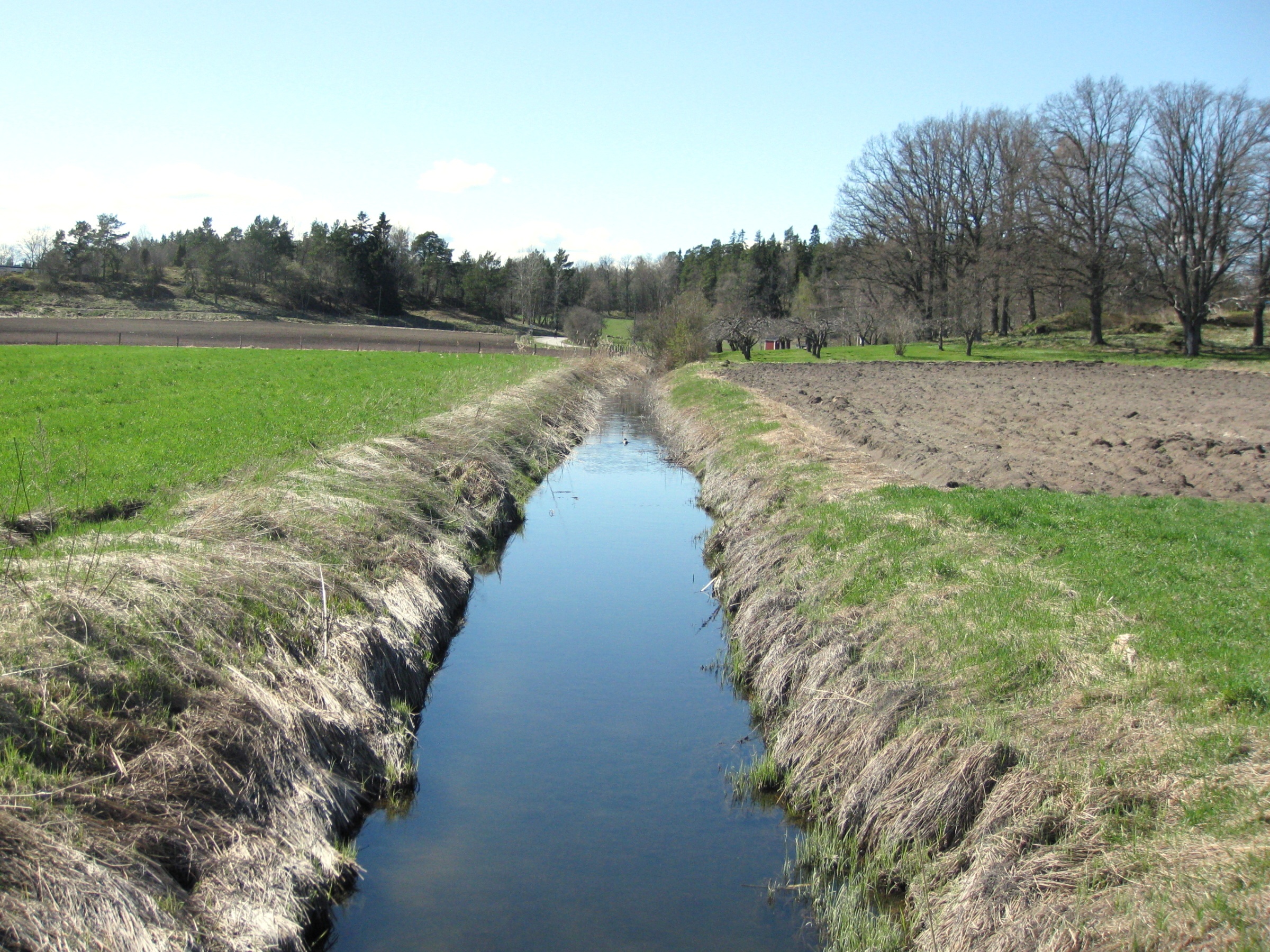
Balingsholmsån vid Balingsholms gård.
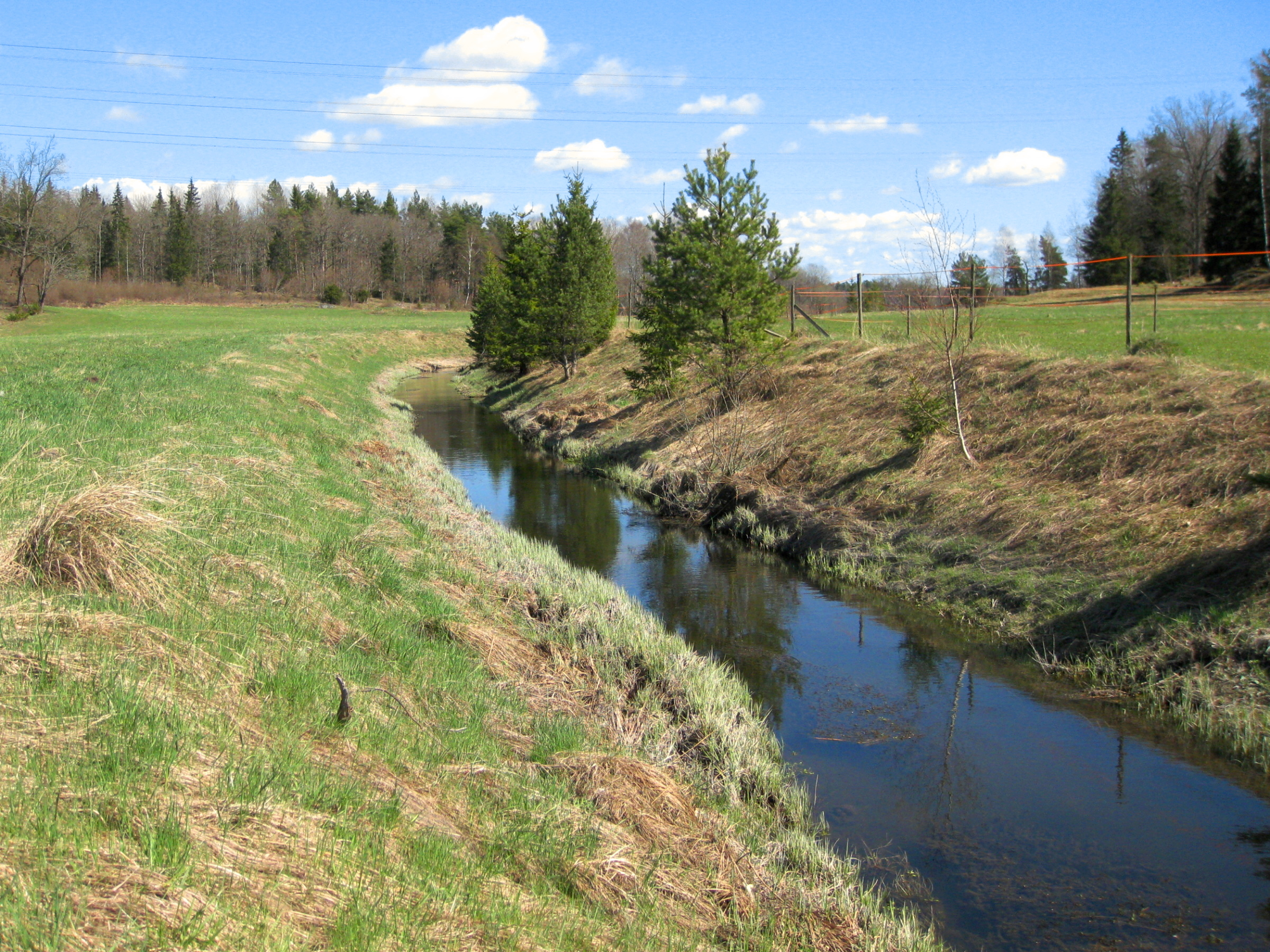
Balingsholmsån vid Västeräng.
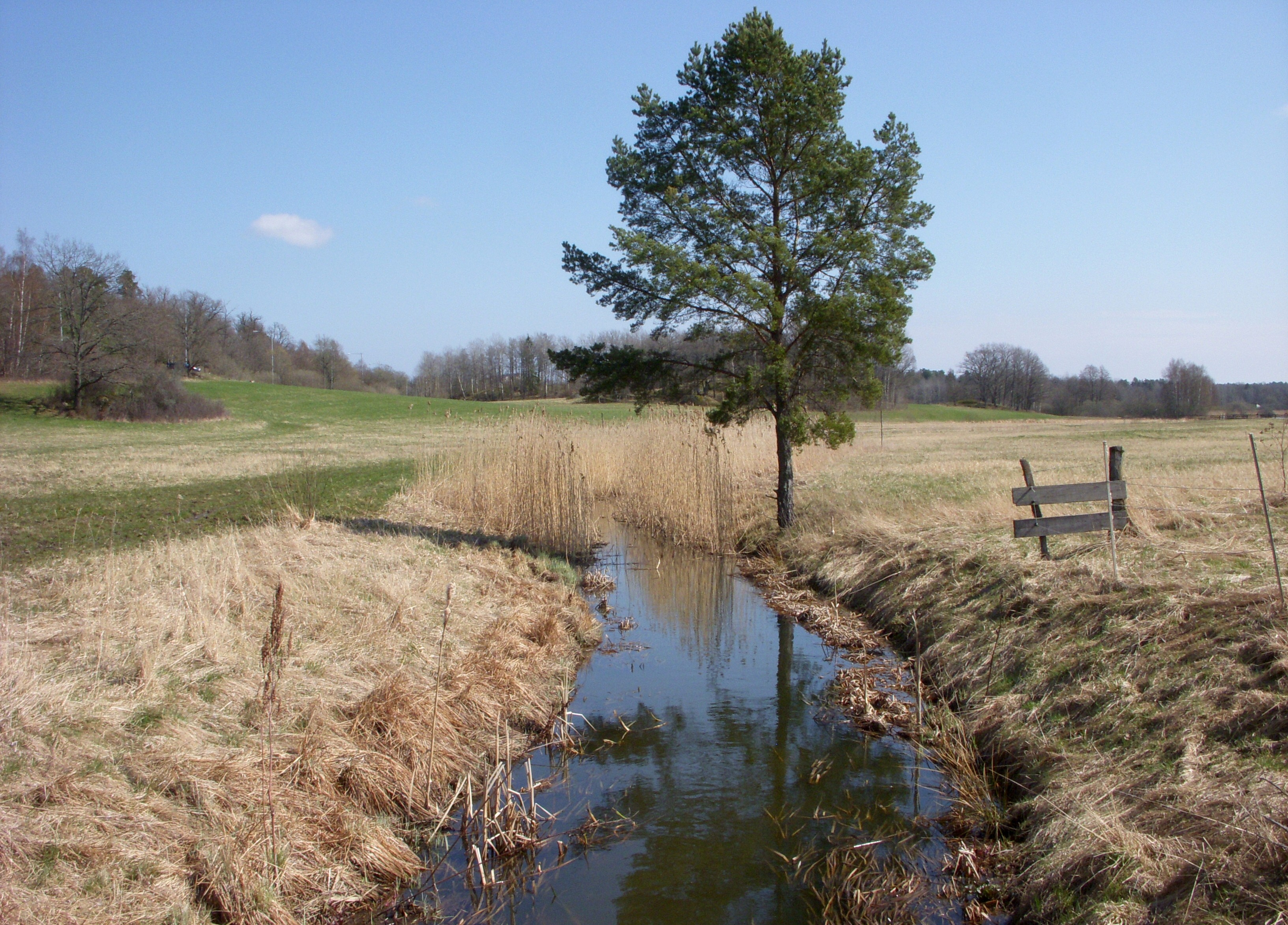
Balingsholmsån vid Hanestorp.